# Governo Andersson
O Governo Andersson (em sueco: Regeringen Andersson) foi empossado em 30 de novembro de 2021, sucedendo ao Governo Löfven III. É dirigido pela primeira-ministra Magdalena Andersson ( PRONÚNCIA), sendo assim o primeiro governo da Suécia com uma mulher no cargo de primeiro-ministro.

É um governo minoritário do Partido Social Democrata, tolerado na sua formação pelo Partido Verde, Partido do Centro e Partido da Esquerda. Através do parlamentarismo negativo aplicado na Suécia, um governo não necessita de apoio maioritário, mas sim de não ter uma maioria contrária à sua formação.

| Governo           | Primeiro-ministro   | Partido                  | Ideologia         |
| ----------------- | ------------------- | ------------------------ | ----------------- |
| Governo Andersson | Magdalena Andersson | Partido Social-Democrata | Social-democracia |

## Composição do Governo
A composição do governo é a seguinte:

- Presidência do Conselho de Ministros (Statsrådsberedningen)
  - Magdalena Andersson	(Primeira-Ministra)
  - Hans Dahlgren	(Ministro da UE)

- Ministério da Justiça
  - Morgan Johansson	(Ministro da Justiça e Assuntos Internos)
  - Anders Ygeman	(Ministro da Integração e Migração e Ministro do Desporto)

- Ministério do Exterior
  - Ann Linde	(Ministra dos Negócios Estrangeiros)
  - Matilda Ernkrans	(Ministra do Desenvolvimento)
  - Anna Hallberg	(Ministra do Comércio Externo e dos Assuntos Nórdicos)

- Ministério da Defesa
  - Peter Hultqvist	(Ministro da Defesa)

- Ministério da Saúde e Assuntos Sociais
  - Lena Hallengren	(Ministra dos Assuntos Sociais)
  - Ardalan Shekarabi 	(Ministro dos Seguros Sociais)

- Ministério das Finanças
  - Mikael Damberg	(Ministro das Finanças)
  - Max Elger	(Ministro do Mercado Financeiro e Vice-ministro das Finanças)
  - Ida Karkiainen	(Ministra dos Assuntos Civis)

- Ministério da Educação
  - Anna Ekström	(Ministra da Escola)
  - Lina Axelsson Kihlblom	(Ministra da Educação)

- Ministério do Ambiente
  - Annika Strandhäll	(Ministra do Clima e Meio Ambiente)

- Ministério da Economia
  - Karl-Petter Thorwaldsson	(Ministro da Economia)
  - Anna-Caren Sätherberg	(Ministra dos Assuntos Rurais)

- Ministério da Cultura
  - Jeanette Gustafsdotter	(Ministra da Cultura)

- Ministério do Mercado de Trabalho
  - Eva Nordmark	(Ministra do Emprego e da Igualdade de Oportunidades)
  - Johan Danielsson	(Ministro da Habitação e Vice-Ministro para a Política do Mercado de Trabalho)

- Ministério da Infraestrutura
  - Tomas Eneroth	(Ministro da Infraestrutura)
  - Khashayar Farmanbar	(Ministro da Energia e da Digitalização)